# María Ripoll
María Ripoll (Barcelona, 1964) é uma cineasta espanhola, com formação internacional e oito longas-metragens em seu currículo. O sucesso de seu filme It's Now or Never a colocou como a diretora de cinema de maior bilheteria da história da Espanha.

## Biografia
María Ripoll nasceu em 1964 em Barcelona, na Espanha. Ela estudou cinema em Los Angeles no American Film Institute (AFI), onde filmou o curta-metragem Kill Me Later.

## Carreira
Seu primeiro longa-metragem, The Man with Rain in His Shoes estrelado por Lena Headey, Douglas Henshall e Penélope Cruz ganhou o Festival de Cinema de Montreal na categoria Melhor Roteiro, o Audience Award e o Festival de Cinema Feminino de Seattle. Isso levou Ripoll a ser nomeada para o Goya Award de Melhor Diretor Estreante.
Ela então dirigiu Tortilla Soup em Los Angeles, estrelado por Hector Elizondo, Jacqueline Obradors, Raquel Welch e Elizabeth Peña. Produzido por Samuel Goldwyn Jr, foi um sucesso notável, quebrando estereótipos latino-americanos e recebendo nove indicações no ALMA Awards. Ela então filmou um documentário em Nova Iorque, WITNESS: Cameras Against Violence,  para o Canal Plus.
De volta à Espanha, Ripoll filmou seu terceiro longa-metragem Utopia, que estreou em 2003. Em Barcelona, ela dirigiu Your Life in 65, um filme baseado na peça de Albert Espinosa. Este filme foi convidado para vários festivais, incluindo o Festival de Cinema AFI de Los Angeles e o Festival Internacional de Cinema de Estocolmo e foi outro sucesso na Espanha.
Para a Televisión Española (TVE), ela dirigiu Fame, Everything for a Dream e depois passou a produzir e dirigir Chromosome 5, um documentário para a TVE. Foi bem recebido na Espanha e em todo o mundo, ganhando melhor filme no Festival de Cinema Bosifest-Belgrado, entre outros.
Em 2014 ela dirigiu o drama indie Traces of Sandalwood estrelado por Aina Clotet, um filme rodado em Mumbai e Barcelona em hindi, inglês e catalão. O filme ganhou o Gaudí Award de 2014 na categoria melhor filme e o Prêmio do Público em Montreal e Festival Cinequest.
O próximo filme dela, It's Now or Never, estreou em junho de 2015. Esta comédia romântica estrelada por Dani Rovira, Maria Valverde e Clara Lago foi um blockbuster de verão e transformou Ripoll na diretora de cinema espanhola de maior sucesso e maior bilheteria na história da Espanha. O filme foi exibido nos festivais de Montreal, Toronto e Miami.
Seu filme mais recente, a comédia romântica Don't Blame the Karma for Being an Idiot, estrelando Verónica Echegui e Álex García, foi baseado no livro com o mesmo nome.  Ele estreou em novembro de 2016, alcançando o número 1 na Espanha durante sua segunda semana e sendo exibido no Festival de Cinema de Miami em março de 2017.

## Filmografia
- Vivir dos veces (2019)
- Don't Blame the Karma for Being an Idiot (2016)
- It's Now or Never (2015)
- Traces of Sandalwood (2014)
- Tortilla Soup (2001)
- The Man with Rain in His Shoes (1998)

## Prêmios e indicações
| Ano  | Prêmio                           | Categoria                  | Resultado | Trabalho                                 |
| ---- | -------------------------------- | -------------------------- | --------- | ---------------------------------------- |
| 1993 | Festival de Cinema de Oberhausen |                            | Venceu    | Kill Me Later                            |
| 1993 | Festival de Cinema de Houston    | Panavision Grant           | Venceu    | Kill Me Later                            |
| 1998 | Festival de Cinema de Montreal   | Melhor Roteiro             | Venceu    | The Man with Rain in His Shoes           |
| 1998 | Festival de Cinema de Sitges     | Gran Angular Award         | Venceu    | The Man with Rain in His Shoes           |
| 1999 | Festival de Cinema de Bogotá     | Bronze Precolumbian Circle | Venceu    | The Man with Rain in His Shoes           |
| 1999 | Festival de Cinema de Bogotá     | Bronze Precolumbian Circle | Indicado  | The Man with Rain in His Shoes           |
| 2000 | Goya Awards                      | Melhor Diretor Estreante   | Indicado  | The Man with Rain in His Shoes           |
| 2001 | Alma Awards                      | Melhor Diretor             | Indicado  | Tortilla Soup                            |
| 2001 | Alma Awards                      | Melhor Filme               | Indicado  | Tortilla Soup                            |
| 2001 | Alma Awards                      | Melhor Ator Coadjuvante    | Indicado  | Tortilla Soup                            |
| 2001 | Alma Awards                      | Melhor Atriz               | Indicado  | Tortilla Soup                            |
| 2001 | Alma Awards                      | Melhor Atriz Coadjuvante   | Venceu    | Tortilla Soup                            |
| 2001 | Alma Awards                      | Melhor Roteiro             | Indicado  | Tortilla Soup                            |
| 2014 | Gaudi Awards                     | Melhor Filme               | Venceu    | Traces of Sandalwood                     |
| 2014 | Montreal Awards                  | Prêmio do Público          | Venceu    | Traces of Sandalwood                     |
| 2016 | Goya Awards                      | Melhor Figurino            | Indicado  | Don't Blame the Karma for Being an Idiot |